# ロバート・ドクィ
ロバート・ドクィ（Robert DoQui, 1934年4月20日 - 2008年2月9日）は、アメリカ合衆国の俳優である。代表作は1987年のSF映画『ロボコップ』、1990年の続編『ロボコップ2』、そして1993年の『ロボコップ3』におけるデトロイト市警察のウォーレン・リード巡査部長（日本語字幕では署長となっているが、これは誤訳である）役。ドクィはテレビ出演も多く、1970年から1973年までの間、カートゥーンの『ハーレム・グローブトロッターズ』ではパブロ・ロバーツの声優を務めたことでも知られている。

## 略歴
1978年に、短期連続テレビ番組『遥かなる西部』に、1990年にはテレビ映画『ザ・コートマーシャル・オブ・ジャッキー・ロビンソン』に出演した。ドクィがゲスト出演した多数のテレビ番組には、『かわいい魔女ジニー』、『大陸の快男児』、『ガンスモーク』、『特捜隊アダム12』、『ザ・パーカーズ』等があり、『スタートレック:ディープ・スペース・ナイン』シーズン4のエピソード「モーグの息子たち」においては、ノグラ (Noggra) という名のクリンゴン人を演じた。
オクラホマ州スティルウォーターで生まれ、ロサンゼルスにて73歳で亡くなり、イングルウッド公園墓地に埋葬された。

## フィルモグラフィ

### 映画
| 公開年 | 邦題 原題                                                                         | 役名               | 備考       |
| ------ | --------------------------------------------------------------------------------- | ------------------ | ---------- |
| 1969   | ダーク・ファイター8 The Devil's 8                                                 | ヘンリー・リード   |            |
| 1973   | コフィー Coffy                                                                    | キング・ジョージ   |            |
| 1975   | ナッシュビル Nashville                                                            | ウェイド           |            |
| 1975   | ウォーキング・トール2/新・怒りの街 Walking Tall Part II                           | オブラ・イーカー   |            |
| 1976   | ビッグ・アメリカン Buffalo Bill and the Indians, or Sitting Bull's History Lesson | The Wrangler       |            |
| 1979   | ガイアナ人民寺院の悲劇 Guyana: Crime of the Century                               | オリヴァー・ロス   |            |
| 1982   | 暗闇からの脱出 I'm Dancing as Fast as I Can                                       | テディ             |            |
| 1984   | ビデオゲームを探せ! Cloak & Dagger                                                | フレミング         |            |
| 1985   | マイ・サイエンス・プロジェクト My Science Project                                 | 巡査部長           |            |
| 1986   | ソウルビート・ストリート Good to Go                                               | マックス           |            |
| 1987   | ロボコップ RoboCop                                                                | ウォーレン・リード |            |
| 1988   | 勇者の大地/フリーダム・ファイター Mercenary Fighters                              | Colonel Kjemba     |            |
| 1988   | ミラクル・マイル Miracle Mile                                                     | コックのフレッド   |            |
| 1990   | ロボコップ2 RoboCop 2                                                             | ウォーレン・リード |            |
| 1993   | ロボコップ3 RoboCop 3                                                             | ウォーレン・リード |            |
| 1993   | 偽装殺人 A Case for Murde                                                         | ハース刑事         | テレビ映画 |
| 1993   | ショート・カッツ Short Cuts                                                       | Knute Willis       |            |

### テレビシリーズ
| 放映年 | 邦題 原題                                            | 役名           | 備考        |
| ------ | ---------------------------------------------------- | -------------- | ----------- |
| 1973   | バナチェック登場 Banacek                             | フリン         | 1エピソード |
| 1995   | NYPD BLUE ～ニューヨーク市警15分署 NYPD Blue         | ウォレン・リー | 1エピソード |
| 1998   | ER緊急救命室 ER                                      | 司祭           | 1エピソード |
| 1999   | ザ・プラクティス ボストン弁護士ファイル The Practice | ダグ           | 1エピソード |

## 参照
1. ↑  Robert DoQui (1934 - 2008) - Find A Grave Memorial